# Küss mich, Kanzler (Radio-Comedy)
Küss mich, Kanzler (eigene Schreibweise: Küss mich, Kanzler!) ist der Titel einer Radio-Comedy, die von der Stimmenimitatorin Antonia von Romatowski und dem Comedian Stefan Lehnberg produziert wird.
In den wochentäglich gesendeten 90-sekündigen Folgen werden Geschichten erzählt, die das fiktive Privatleben von Bundeskanzlerin Angela Merkel (Antonia von Romatowski) und ihrem Ehemann Joachim Sauer (Stefan Lehnberg) satirisch darstellen. Pro Woche werden fünf neue Folgen produziert. Alleiniger Autor und Regisseur ist Stefan Lehnberg.
Die Sendereihe läuft seit August 2008 in der Regel fünfmal pro Woche im Programm mehrerer deutscher Radiosender, unter anderem 94,3 rs2, SR 1 Europawelle, RPR1, Radio NORA, Antenne 1, Antenne MV, ffn und Schlager Radio.
Am 17. Juli 2009 erschien eine CD mit 40 teilweise bisher unveröffentlichten Folgen sowie vier Liedern mit dem Titel Küss mich, Kanzler – Haushaltsgespräche.
Am 26. November 2010 erschien Küss Mich, Kanzler! Haushaltsgespräche 2.